# La Bastida
La Bastida est une commune de la province de Salamanque dans la communauté autonome de Castille-et-León en Espagne.

## Géographie

### Communes limitrophes
| Aldeanueva de la Sierra | La Rinconada de la Sierra et Navarredonda de la Rinconada |                                |
| Cereceda de la Sierra   | La Bastida                                                | San Miguel de Valero et Valero |
|                         | Cilleros de la Bastida                                    |                                |

## Démographie
Évolution démographique depuis 1900
| 1900 | 1910 | 1920 | 1930 | 1940 | 1950 | 1960 | 1970 | 1981 | 1991 | 2000 | 2017 | 2019 |
| ---- | ---- | ---- | ---- | ---- | ---- | ---- | ---- | ---- | ---- | ---- | ---- | ---- |
| 196  | 191  | 190  | 186  | 199  | 161  | 126  | 108  | 68   | 51   | 39   | 27   | 28   |